# La Haie-Fouassière

Localització de La Haie-Fouassière

La Haie-Fouassière (en bretó An Hae-Foazer, en gal·ló Chastèu-Tebaud ) és un municipi francès, situat a la regió de país del Loira, al departament de Loira Atlàntic, que històricament ha format part de la Bretanya. L'any 2006 tenia 4.065 habitants. Limita amb els municipis de Vertou, Haute-Goulaine, La Chapelle-Heulin, Le Pallet, Maisdon-sur-Sèvre i Saint-Fiacre-sur-Maine.

## Demografia
| 1936                                       | 1954 | 1962 | 1968 | 1975 | 1982 | 1990 | 1999 | 2006 |
| ------------------------------------------ | ---- | ---- | ---- | ---- | ---- | ---- | ---- | ---- |
| 1547                                       | 1717 | 1813 | 1919 | 2157 | 2674 | 2911 | 3337 | 4065 |
| Des de 1962: població sense dobles comptes |      |      |      |      |      |      |      |      |

## Administració
| Període   | Identitat             | Partit        |
| --------- | --------------------- | ------------- |
| 1937-1965 | Bernard Verlynde      |               |
| 1965-1973 | Charles Gifard        | Divers droite |
| 1973-2001 | Sylvain Vinet         | Divers droite |
| 2001-     | Jean Pierre Bouillant | Divers droite |

## Galeria d'imatges

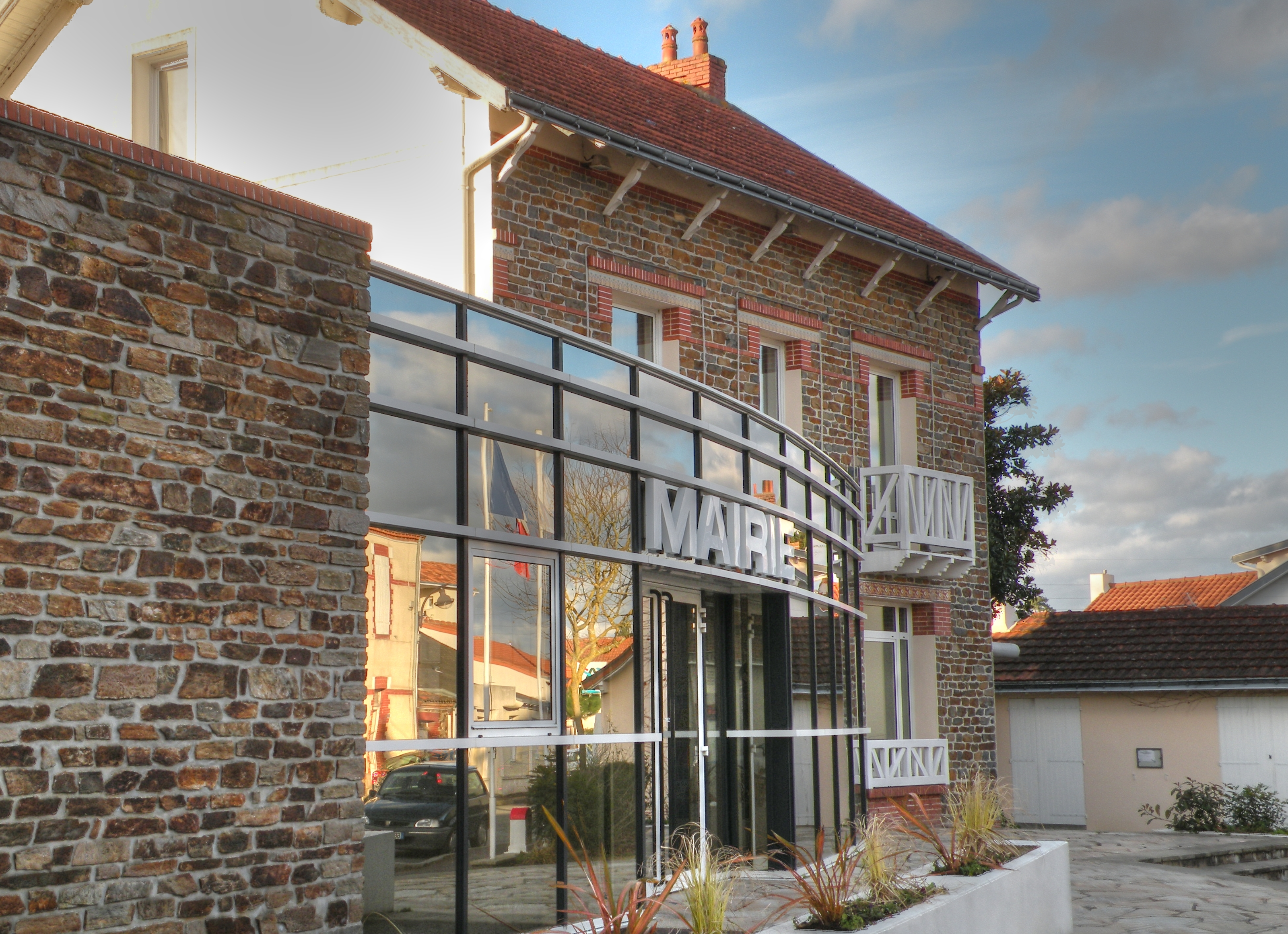
L'alcaldia
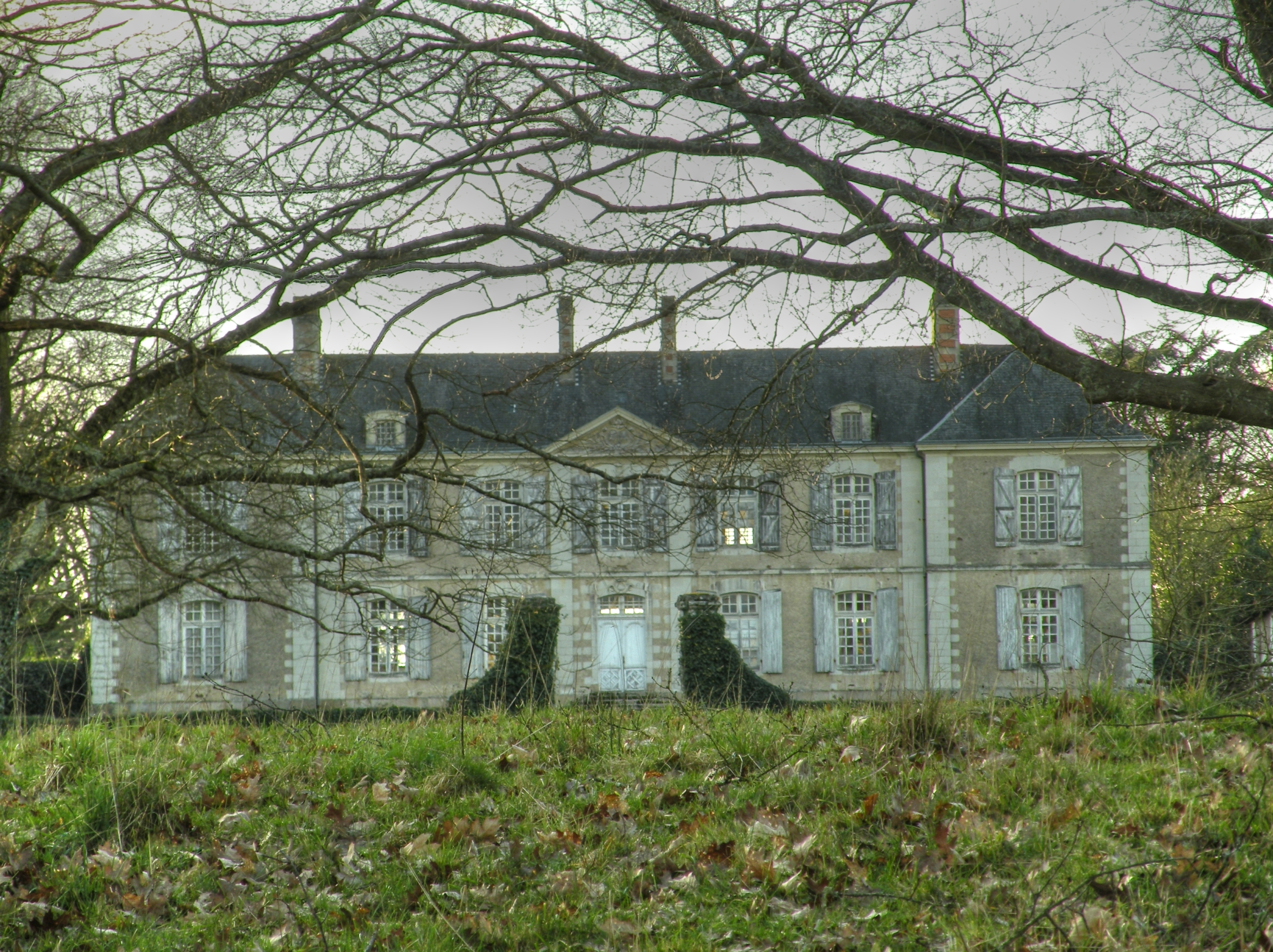
Castell de Rochefort
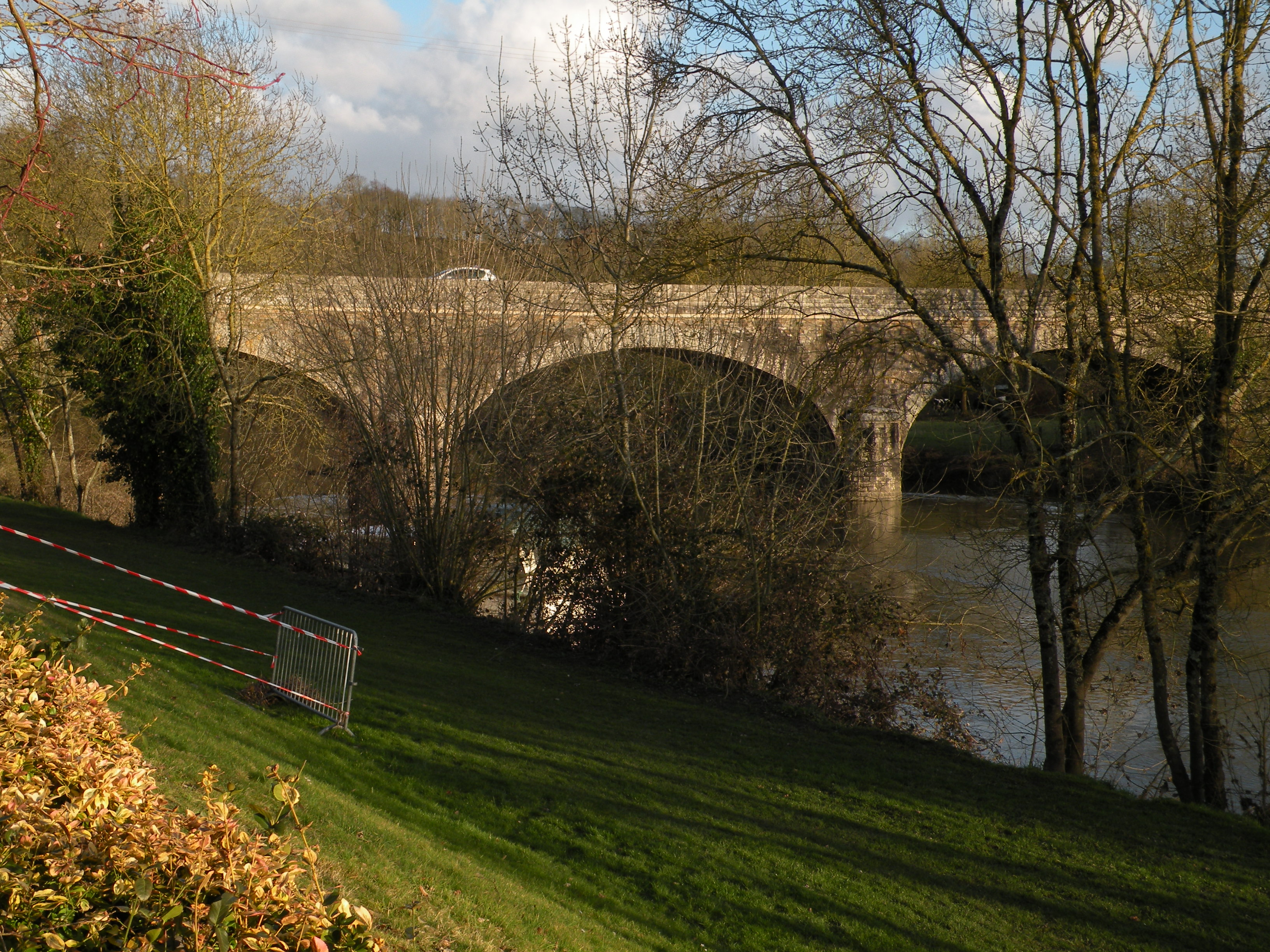
Pont sobre el Sèvre